# دنيس ماكنيل
دنيس ماكنيل (بالإنجليزية: Dennis McNeil)‏ هو مغني ومغني أوبرا أمريكي، ولد في 30 يوليو 1960.